# ディオーダット・ローソン
ディオーダット・ローソン（Deodat Lawson）は、1684年から1688年にかけてセイラム村の牧師を務めた人物。彼は、「地獄の力からの悪意ある工作」によって、自分の家族の数人がその地で死亡したのかもしれないと考えていた。彼は1692年にセイラム魔女裁判について伝えられた後、同年の3月に事件の調査をするためにセイラムへと戻った。3月と4月に裁判を傍聴して彼が見知ったことは、ボストンでベンジャミン・ハリスが出版した『セイラム村の魔女術によって苦しめられている種々の人物に関するいくつかの顕著な経過の簡潔にして真実の物語』という10ページの小冊子に記録された。